# قاي بيلانجر (سياسي)
قاي بيلانجر هو سياسي كندي، ولد في 18 فبراير 1942 في شيكوتيمي في كندا، وتوفي في 18 فبراير 2016 في لاك سوبريور في كندا. نشط حزبياً في حزب كيبيك الليبرالي. وقد انتخب عضو الجمعية الوطنية في كيبك ‏.